# Cours la Reine
Der Cours la Reine ist eine Grünanlage zu beiden Seiten der Straße gleichen Namens im 8. Arrondissement von Paris.

## Lage und Namensursprung
Die Allee wurde auf Anordnung der Königin Maria de Medici angelegt, weshalb sie den Namen Weg der Königin erhielt.
Die Anlage, die heute vom Place de la Concorde zum Place du Canada führt, verlief ursprünglich bis zum Place de l’Alma.

## Geschichte
Dieser Promenadenweg, der in der Zeit der Fronde sehr beliebt war, wurde 1618 von Maria de Médici eingeweiht. Er war auf dem Gebiet ehemaliger Gemüsegärten angelegt worden und reichte in der Form eines Halbmonds ursprünglich von den Tuileries bis zum heutigen Place de la Reine Astrid (bei der Avenue Montaigne). Dieser Halbmond, wie auch der Kreisverkehr, der sich an der Stelle des heutigen Place du Canada befand, ermöglichte den Fahrzeugen umzukehren. Die Promenade war an beiden Enden durch Tore verschlossen und auf beiden Seiten von Gräben umgeben, die auf Kosten von Marschall Bassompierre (1579–1646), der ein Landhaus in Chaillot besaß, ausgehoben wurden. – Die Straße wurde 1724 vom Marquis d’Antin bepflanzt.
Anlässlich der Weltausstellung Paris 1900 wurden auf dem Cours la Reine Pavillons errichtet, die vor allem dem Gartenbau und der Stadt Paris gewidmet waren.
Der Abschnitt zwischen dem Place du Canada und dem Place de l’Alma wurde umbenannt in Cours Albert Ier (Nordseite) und Esplanade d’Arménie (Südseite).

## Denkmäler
Auf der Anlage stehen folgende Denkmäler: 
- König Albert I. von Belgien
- Südamerikanische Präsident Simón Bolívar
- Reiterstandbild von de La Fayette, das im Napoleonshof des Louvre stand und aufgrund von Vorbereitungsarbeiten für die Installation der Louvre-Pyramide hierhin verlegt wurde.
- Im Juni 2011 wurde das monument en mémoire du corps expéditionnaire russe (1916–1918) von François Fillon und Vladimir Poutine an der Ecke Place du Canada und Cours la Reine eingeweiht.

Denkmäler
Denkmal Albert I.
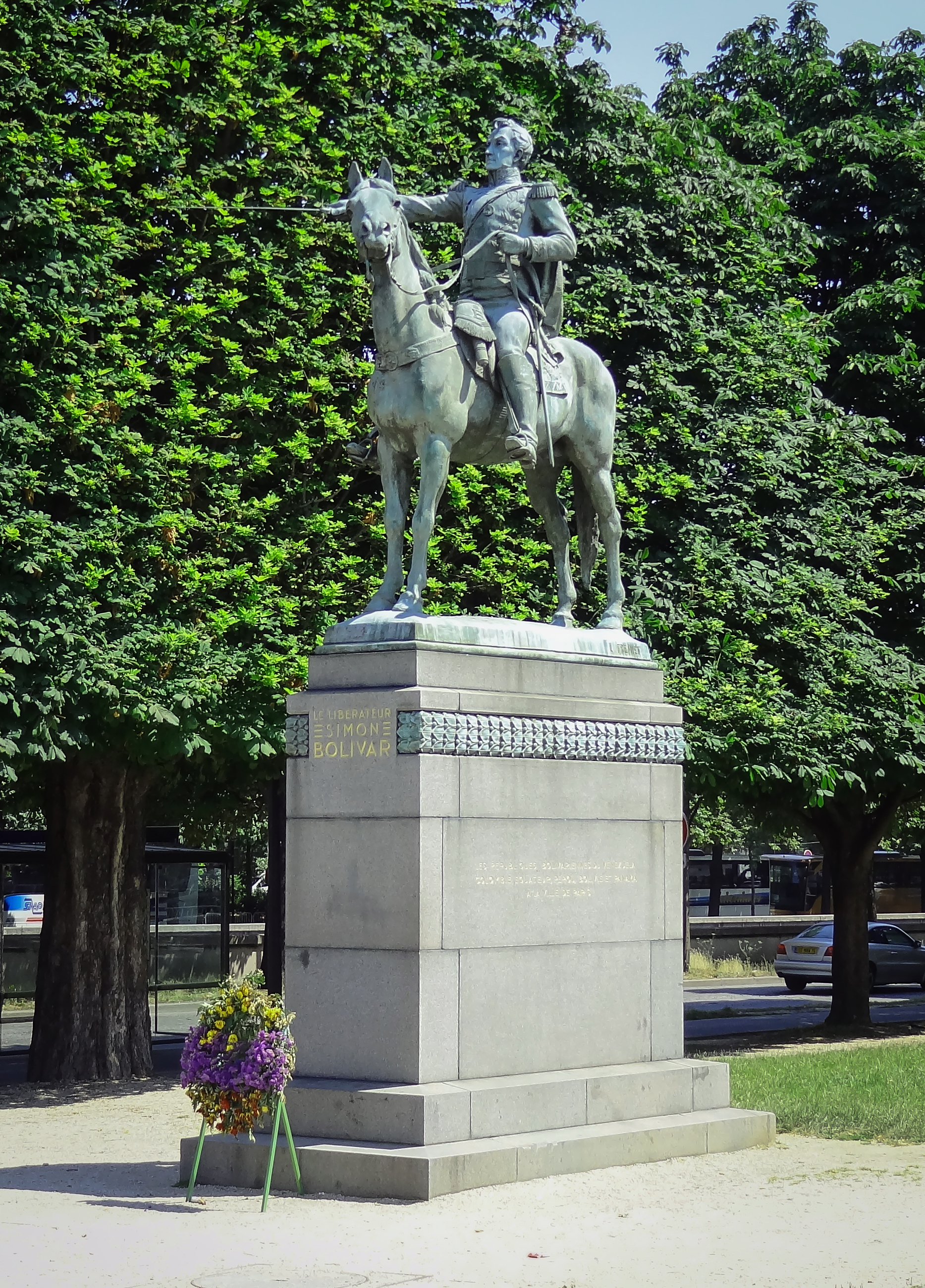
Reiterstandbild Simon Bolivar
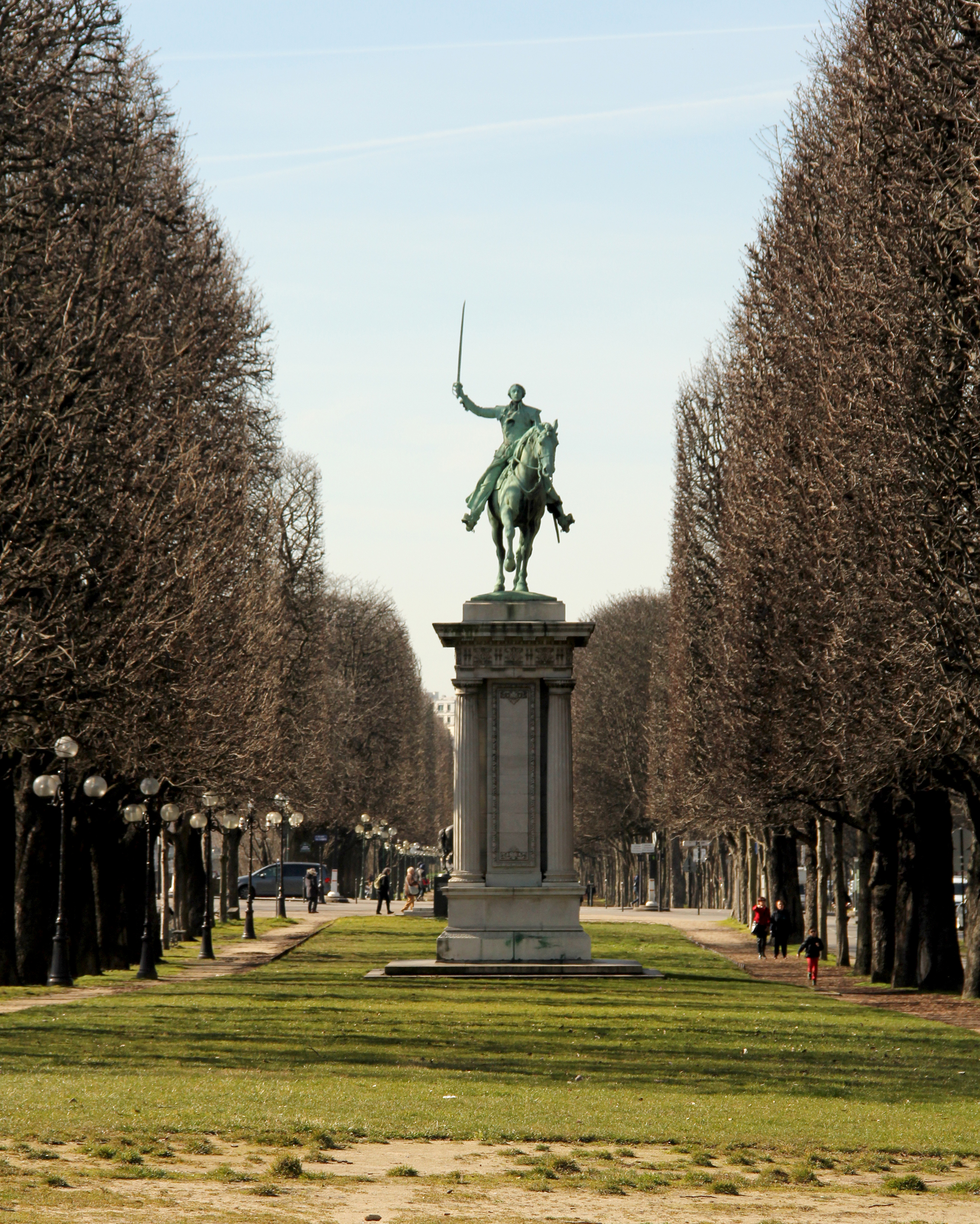
Statue de La Fayette.
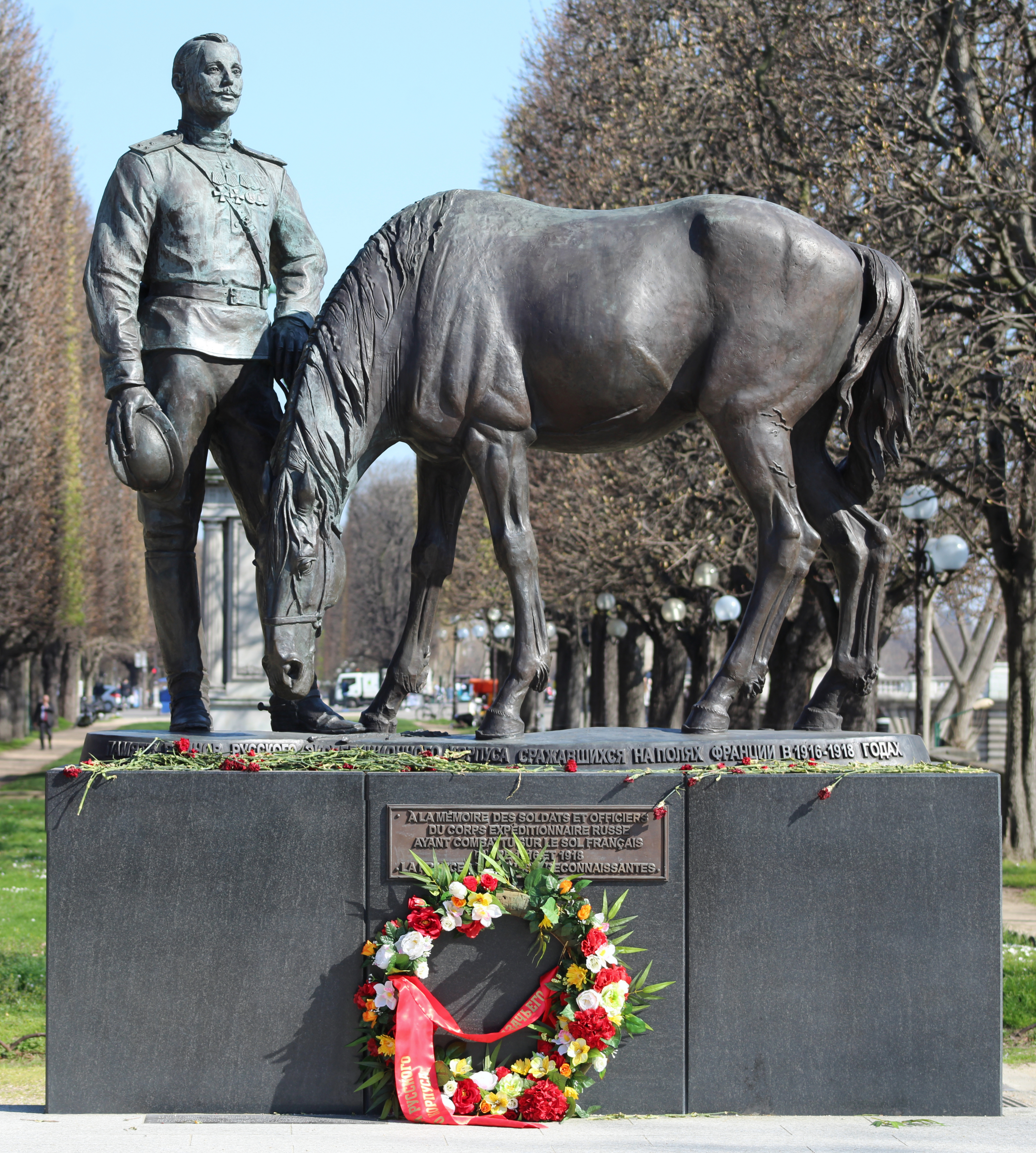
Monument du corps expéditionnaire russe